# Rancho del Cura, Oaxaca
Rancho del Cura är en ort i Mexiko.   Den ligger i kommunen Villa Sola de Vega och delstaten Oaxaca, i den sydöstra delen av landet, 400 km sydost om huvudstaden Mexico City. Rancho del Cura ligger 1 396 meter över havet och antalet invånare är 128.
Terrängen runt Rancho del Cura är huvudsakligen kuperad, men österut är den bergig. Rancho del Cura ligger nere i en dal. Runt Rancho del Cura är det ganska glesbefolkat, med 29 invånare per kvadratkilometer. Närmaste större samhälle är San Vicente Coatlán, 13,2 km sydost om Rancho del Cura. I omgivningarna runt Rancho del Cura växer huvudsakligen savannskog.